# Mistrzostwa Europy we Wspinaczce Sportowej 2002
Mistrzostwa Europy we Wspinaczce Sportowej 2002 – 5. edycja mistrzostw Europy we wspinaczce sportowej, która odbyła się od 11 do 14 lipca 2002 roku we francuskim Chamonix. 
Podczas zawodów wspinaczkowych zawodnicy i zawodniczki rywalizowali w 6 konkurencjach. Po raz pierwszy (zadebiutowała) rozgrywano nowa kategorię bouldering na mistrzostwach Europy.

## Konkurencje
Mężczyźni
- bouldering, prowadzenie i wspinaczka na szybkość

Kobiety
- bouldering, prowadzenie i wspinaczka na szybkość

## Uczestnicy
Zawodnicy i zawodniczki podczas zawodów wspinaczkowych w 2004 roku rywalizowali w 6 konkurencjach. Łącznie do mistrzostw Europy zgłoszonych zostało 218 wspinaczy (każdy zawodnik miał prawo startować w każdej konkurencji o ile do niej został zgłoszony i zaakceptowany przez IFCS i organizatora zawodów). 
| Lp.   |           | ↓ Uczestnicy – konkurencje → |    | bouldering | prowadzenie | na szybkość |
| ----- | --------- | ---------------------------- | -- | ---------- | ----------- | ----------- |
| 1.    | Mężczyźni | 51                           | 63 | 17         |             |             |
| 2.    | Kobiety   | 28                           | 47 | 12         |             |             |
| Razem | Razem     | Razem                        | 79 | 110        | 29          |             |

### Reprezentacja Polski
- Kobiety:
  - w prowadzeniu; Aleksandra Taistra zajęła 33-36 miejsce,
  - we wspinaczce na szybkość; Edyta Ropek była 9.
- Mężczyźni:
  - w prowadzeniu; Marcin Wszołek zajął 21 miejsce,
  - we wspinaczce na szybkość; Tomasz Oleksy był 8.

## Medaliści
| Konkurencja      | Złoto                      | Srebro                   | Brąz                                 |
| ---------------- | -------------------------- | ------------------------ | ------------------------------------ |
| Mężczyźni        |                            |                          |                                      |
| bouldering       | Włochy · Christian Core    | Włochy · Mauro Calibani  | Rosja · Saławat Rachmietow           |
| prowadzenie      | Francja · Alexandre Chabot | Czechy · Tomáš Mrázek    | Hiszpania · Ramón Julián Puigblanqué |
| wsp. na szybkość | Ukraina · Maksym Stienkowy | Rosja · Siergiej Sinicyn | Rosja · Aleksiej Gadiejew            |
| Kobiety          |                            |                          |                                      |
| bouldering       | Francja · Sandrine Levet   | Francja · Fanny Rogeaux  | Czechy · Věra Kotasová-Kostruhová    |
| prowadzenie      | Francja · Chloé Minoret    | Słowenia · Martina Čufar | Sandrine Levet Muriel Sarkany        |
| wsp. na szybkość | Ukraina · Ołena Riepko     | Ukraina · Olha Zacharowa | Rosja · Swietłana Sutkina            |

## Klasyfikacja medalowa
* Organizator zawodów został zaznaczony tym kolorem.
|                   |                   |                   |   |   |   |    |   |   |   |   |   |   |
| 1                 | Francja           | 3                 | 1 | 1 | 5 | 1  | 0 | 0 | 2 | 1 | 1 |   |
| 2                 | Ukraina           | 2                 | 1 | 0 | 3 | 1  | 0 | 0 | 1 | 1 | 0 |   |
| 3                 | Włochy            | 1                 | 1 | 0 | 2 | 1  | 1 | 0 | 0 | 0 | 0 |   |
| 4                 | Rosja             | 0                 | 1 | 3 | 4 | 0  | 1 | 2 | 0 | 0 | 1 |   |
| 5                 | Czechy            | 0                 | 1 | 1 | 2 | 0  | 1 | 0 | 0 | 0 | 1 |   |
| 6                 | Słowenia          | 0                 | 1 | 0 | 1 | 0  | 0 | 0 | 0 | 1 | 0 |   |
| 7                 | Belgia            | 0                 | 0 | 1 | 1 | 0  | 0 | 0 | 0 | 0 | 1 |   |
| 7                 | Hiszpania         | 0                 | 0 | 1 | 1 | 0  | 0 | 1 | 0 | 0 | 0 |   |
| 7                 |                   |                   |   |   |   |    |   |   |   |   |   |   |
| Ogółem (8 państw) | Ogółem (8 państw) | Ogółem (8 państw) | 6 | 6 | 7 | 19 | 3 | 3 | 3 | 3 | 3 | 4 |

Źródło: